# Aubenas
Aubenas è un comune francese di 12 269 abitanti situato nel dipartimento dell'Ardèche della regione dell'Alvernia-Rodano-Alpi.
Gli abitanti sono chiamati Albenassiens.

## Società

### Evoluzione demografica
Abitanti censiti

## Amministrazione

### Gemellaggi
- Cesenatico, Italia
- Delfzijl, Paesi Bassi
- Schwarzenbek, Germania
- Sierre, Svizzera
- Zelzate, Belgio